# Candidianus
Candidianus (auch eingedeutscht Kandidian, mit vollem Namen möglicherweise Gaius Valerius Candidianus; * um 297 in Thessaloniki; † 313 in Nikomedia) war ein Sohn und eventuell kurzzeitiger Mitregent des römischen Kaisers Galerius.

## Leben
Candidianus wurde als illegitimer Sohn des Galerius und einer Konkubine geboren und war damit formal eigentlich von der Thronfolge ausgeschlossen (vgl. aber Konstantin I.). Er wurde von Galerius’ Frau Galeria Valeria, einer Tochter Diokletians, adoptiert und erhielt so die Legitimation, nach einer Abdankung des Kaisers im 20. Regierungsjahr (312) die Nachfolge übernehmen zu können. Als sich gegen Lebensende des Kaisers abzeichnete, dass sich das Regierungssystem der Tetrarchie nicht gegen das dynastische Prinzip behaupten würde, soll Galerius in Erwägung gezogen haben, die Nachfolge im östlichen Reichsteil unter Umgehung der Ansprüche seines Neffen Maximinus Daia, der sich 310 eigenmächtig zum Augustus erhoben hatte, zu Gunsten seines leiblichen Sohnes zu regeln. Ob es vor dem Tod des Galerius 311 noch zur formellen Erhebung des Candidianus zum Caesar oder Mitregenten kam, ist unsicher.
Candidianus floh mit seiner Stiefmutter vor Licinius in den Machtbereich des  Maximinus Daia, mit dessen Tochter er verlobt war. Wenig später wurde Valeria in die syrische Wüste verbannt – angeblich weil sie einen Heiratsantrag des Maximinus zurückgewiesen hatte, doch sind politische Motive wahrscheinlicher.
Nach seinem Sieg über Maximinus im April 313 berief Licinius den Candidianus an den Kaiserhof in Nikomedia, wobei er ihm möglicherweise erneut den Caesar-Titel in Aussicht stellte. Candidianus wurde jedoch bald darauf zusammen mit anderen Angehörigen der Tetrarchen, darunter Severianus, umgebracht.
Von Candidianus sind keine Münzen bekannt.